# أب بيش (تخت بندر عباس)
أب بیش (بالفارسية: آب پیش) هي مستوطنة تقع في إيران في قسم تخت الريفي. يقدر عدد سكانها بـ 174 نسمة بحسب إحصاء 2016.